# SEXY ZONE repainting Tour 2018
『SEXY ZONE repainting Tour 2018』（セクシー ゾーン リペインティング ツアー 2018）は、Sexy Zoneの12枚目のライブビデオ。2019年1月9日にポニーキャニオンから発売。

## 概要
本作は5thアルバム「XYZ=repainting」をもとにした新たな色を塗り足した全国コンサートツアーの映像化作品。
初回限定盤 (Blu-ray Disc 2枚組)、初回限定盤 (DVD 2枚組) と通常盤 (Blu-ray Disc 2枚組) 、通常盤 (DVD 2枚組) の4形態リリース。

## 初回限定盤特典
1. マルチアングル
2. 恋愛シミュレーションコーナー「やっと来たか オレのピーチ」全国傑作選！
3. スペシャル・フォトブック（32P）
4. オリジナルトレーディングカード【ソロ5枚】セット
5. 初回限定豪華ジャケットケース（三方背＋デジパック仕様）※タバック仕様のスペシャルケース ※ケースの中から別絵柄が出てくるダブルジャケット仕様

## 収録内容

### 初回限定盤
*DVD·Blu-ray共通
SEXY ZONE repainting Tour 2018 横浜アリーナ公演コンサート映像（2018年5月4日収録）

#### Disc.1
1. Overture
2. Unreality
3. Ignition Countdown
4. ROCK THA TOWN
5. プンププンプン
6. カラフル Eyes
7. Birthday for you
8. 会いたいよ
9. My Life - 菊池風磨
10. Mermaid - 松島聡
11. Kiss You Good-Bye - 佐藤勝利
12. Pheromone
13. Celebration!
14. 忘れられない花
15. O.N.E 〜Our New Era〜
16. MC
17. イノセントデイズ
18. Luv Manifesto - 中島健人・ マリウス葉・松島聡
19. Sing along song - 佐藤勝利・菊池風磨
20. Mission - 中島健人
21. Déjà-vu - マリウス葉
22. 名脇役
23. PEACH!
24. スキすぎて
25. ラブマジ
26. Lady ダイヤモンド
27. ぎゅっと
28. Fantasy〜１秒の奇跡〜
29. Silver Moon
30. フィルター越しに見た空の青
31. 君にHITOMEBORE
32. Sexy Zone

#### Disc.2
- 各メンバーソロアングル
  - Unreality
  - イノセントデイズ
  - PEACH !

- 恋愛シミュレーションコーナー「やっと来たか オレのピーチ」全国傑作選！[約41分収録]　 ※本コンサートで大人気だったコーナーの全国傑作選！千秋楽のSP ver.ももちろん収録！

### 通常盤
*DVD·Blu-ray共通

#### Disc.1
初回限定盤と同じ

#### Disc.2
- Document Movie of SEXY ZONE repainting Tour 2018 [約117分収録]　 ※全国7ヶ所全公演に密着した豪華ドキュメント映像